# Family Guy: Live in Vegas
Family Guy: Live in Vegas — саундтрек американского мультсериала Гриффины. На саундтреке присутствует только одна песня, звучащая в самом сериале. Все остальные — встречаются только на CD. С альбомом также шёл DVD, содержащий в себе музыкальное видео «Sexy Party» в исполнении Стьюи и видео о создании альбома.

## Список композиций
1. «Fanfare & Intro» (с участием Тома Такера и Дианы Симмонс).
2. «Theme from Family Guy» (исполнена Питером, Лоис, Крисом, Мег, Брайаном и Стьюи).
3. «Babysitting is a Bum Deal» (исполнена Стьюи и Хейли Дафф).
4. «Dear Booze» (исполнена Брайаном).
5. «The 'Q' Man Loves Nobody» (исполнена Гленом Куагмиром и Петти ЛуПоун).
6. «All Cartoons Are Fuckin' Dicks» (исполнена Питером, Лоис, Крисом, Мег, Брайаном, Стьюи и Джейсоном Александром).
7. «The Last Time I Saw Paris» (исполнена Брайаном).
8. «But Then I Met You» (исполнена Питером и Лоис).
9. «T.V. Medley» (исполнена Брайаном и Стьюи).
10. «Puberty’s Gonna Get Me» (исполнена Крисом).
11. «But I’m Yours» (исполнена Питером и Лоис).
12. «Slightly Out of Tune» (исполнена Брайаном).
13. «One Boy» (исполнена Гербертом).
14. «Quahog Holiday» (исполнена Питером, Лоис, Крисом, Мег, Брайаном, Стьюи, Кливлендом, Гленом и Адамом Вестом).
15. «Bow Music (Theme from Family Guy)» (с участием Питера, Лоис, Брайана и Стьюи).

## Принимали участие в записи
- Сет Макфарлейн — озвучка Питера, Брайана, Стьюи Гриффинов, Гленна Куагмира и Тома Такера.
- Мила Кунис — озвучка Мег Гриффин.
- Сет Грин — озвучка Криса Гриффина.
- Алекс Борштейн — озвучка Лоис Гриффин.
- Майк Генри — озвучка Кливленда и Герберта.